# Crassatella subquadrata
Crassatella subquadrata is een tweekleppigensoort uit de familie van de Crassatellidae. De wetenschappelijke naam van de soort werd in 1870 voor het eerst geldig gepubliceerd door George Brettingham Sowerby II.